# Beep (песня)
«Beep» (рус. Пиип) — сингл американской женской поп-группы Pussycat Dolls с их дебютного студийного альбома PCD.

## О сингле
Название песни — отсылка к цензурному «запикиванию». Релиз песни состоялся в декабре 2005, премьера видеоклипа в январе 2006 года. Приглашённой звездой песни стал солист Black Eyed Peas и продюсер первого альбома Pussycat Dolls — will.i.am.
Песня вошла в ряд чартов 2006 года различных стран, достигнув, в частности, пиковых третьих позиций в чартах Австралии и Норвегии, вторых — в Великобритании, Ирландии и Нидерландах, первых — в Бельгии (Фландрии) и Новой Зеландии, а также 13 места в Billboard Hot 100 и 2-го в European Hot 100 Singles.
«Beep» является первым и единственным синглом группы, где помимо вокала Николь Шерзингер использованы голоса и других участниц — Мелоди Торнтон и Кармит Бачар. После ухода из группы Кармит Бачар, все её партии, включая и эту песню, достались другой участнице Джессике Сатте.

## Позиции в чартах и сертификации

### Чарты
| Чарт                                | Наивысшая позиция |
| ----------------------------------- | ----------------- |
| Австралия (ARIA)                    | 3                 |
| Австрия (Ö3 Austria Top 40)         | 7                 |
| Бельгия/Фландрия (Ultratop 50)      | 1                 |
| Бельгия/Валлония (Ultratop 50)      | 7                 |
| Чехия (Rádio — Top 100)             | 6                 |
| Дания (Tracklisten Airplay)         | 9                 |
| Финляндия (Suomen virallinen lista) | 11                |
| Франция (SNEP)                      | 10                |
| Германия (GfK)                      | 5                 |
| Ирландия (IRMA)                     | 2                 |
| Италия (FIMI)                       | 10                |
| Нидерланды (Single Top 100)         | 2                 |
| Новая Зеландия (Recorded Music NZ)  | 1                 |
| Норвегия (VG-lista)                 | 3                 |
| Словакия (Rádio — Top 100)          | 37                |
| Швеция (Sverigetopplistan)          | 15                |
| Швейцария (Schweizer Hitparade)     | 6                 |
| Великобритания (OCC UK Singles)     | 2                 |
| США (Billboard Hot 100)             | 13                |
| США (Billboard Pop Airplay)         | 12                |

## Сертификации
| Регион | Сертификация | Продажи  |
| --- | ------------ | -------- |
| Австралия (ARIA) | Золотой      | 35 000^  |
| Дания (IFPI Danmark) | Золотой      | 4000^    |
| Швеция (GLF) | Золотой      | 15,000^  |
| Новая Зеландия (RMNZ) | Золотой      | 5000*    |
| Великобритания (BPI) | Серебряный   | 200 000* |
| * Данные о продажах приведены только на основе сертификации. ^ Данные о тиражах приведены только на основе сертификации. |              |          |